# Азваж
Азваж — река в России, протекает в Кировской области. Правый приток реки Рубка.

## География
Река берёт начало около деревни Ажваж. Течёт на восток. Устье реки находится в 8,6 км по правому берегу реки Рубка. Длина реки составляет 16 км.
На реке Азваж расположено село Высокораменское.

## Данные водного реестра
По данным государственного водного реестра России относится к Камскому бассейновому округу, водохозяйственный участок реки — Вятка от города Котельнич до водомерного поста посёлка городского типа Аркуль, речной подбассейн реки — Вятка. Речной бассейн реки — Кама.
По данным геоинформационной системы водохозяйственного районирования территории РФ, подготовленной Федеральным агентством водных ресурсов:
- Код водного объекта в государственном водном реестре — 10010300412111100036535
- Код по гидрологической изученности (ГИ) — 111103653
- Код бассейна — 10.01.03.004
- Номер тома по ГИ — 11
- Выпуск по ГИ — 1